# Luz (Kinh Thánh)
Luz (tiếng Hebrew: ל֥וּז Lūz) là tên của hai địa điểm trong Kinh thánh.

## Được đề cập trong Sáng thế ký
Luz là tên cổ của một thành phố cổ Ca-na-an, có liên hệ với Bê-tên (Sáng thế ký 28:19; 35: 6). Các học giả còn tranh cãi liệu Luz và Bê-tên có đại diện cho cùng một thị trấn - tên cũ của người Canaan, và tên sau là tên tiếng Do Thái - hay liệu chúng là những địa điểm riêng biệt ở gần nhau. Theo King James Version (KJV), Luz được Jacob đổi tên: "Và anh ấy đã gọi tên nơi đó là Bethel: nhưng tên của thành phố đó lúc đầu được gọi là Luz". (Trích Sáng thế ký 28:19)

## Được đề cập trong Sách Thẩm phán
Một thành phố thứ hai tên là Luz, đề cập trong Các quan xét 1:22: "Và nhà của Giô-sép, họ cũng chống lại Bết-el; và CHÚA ở cùng họ. 23: Và Nhà của Giô-sép được phái đến để theo dõi Bết-el - bây giờ tên của thành trước đây là Luz.24 Những người quan sát thấy một người ra khỏi thành, họ nói với anh ta: "Hãy chỉ cho chúng tôi, chúng tôi cầu nguyện cho ông, lối vào thành phố, và chúng tôi sẽ đối xử tử tế với anh". 25: Người đó chỉ cho họ lối vào thành, dùng gươm đập phá thành, nhưng họ để người đàn ông và cả gia đình anh ta đi. 26: Người đàn ông đi vào đất của người Hittite, và xây dựng một thành phố, và gọi tên của nó là Luz, là tên của nó cho đến ngày nay. "
Đây là tên Luz thứ hai được xác định bởi Louaize, hoặc Wazzani, bốn dặm về phía tây bắc của Banias, trong Cao nguyên Golan. 